# Claudina Rossel
Claudina Rossel Badia (ur. 12 lipca 1969) – andorska narciarka alpejska, olimpijka. Brała udział w igrzyskach w roku 1988 (Calgary). Nie zdobyła żadnych medali.

## Zimowe Igrzyska Olimpijskie 1988 w Calgary
| Konkurencja   | I zjazd | I zjazd | II zjazd | II zjazd | Klas. końcowa | Klas. końcowa |
| Konkurencja   | Czas    | Miejsce | Czas     | Miejsce  | Punkty        | Miejsce       |
| ------------- | ------- | ------- | -------- | -------- | ------------- | ------------- |
| Slalom gigant | 1:06,16 | 36.     | AC       | DNF      | AC            | DNF           |
| Supergigant   |         |         |          |          | 1:30,78       | 38.           |